# Gare de Morinomiya
La gare de Morinomiya (森ノ宮駅, Morinomiya-eki) est une gare ferroviaire de la ville d'Osaka au Japon. Elle est située dans l'arrondissement de Chūō. La gare est gérée par la JR West et le métro d'Osaka.

## Situation ferroviaire
La gare de Morinomiya est située au point kilométrique (PK) 15,8 de la ligne circulaire d'Osaka, au PK 15,6 de la ligne Chūō et au PK 7,9 de la ligne Nagahori Tsurumi-ryokuchi.

## Histoire
La gare est inaugurée le 21 avril 1932. Elle a été presque totalement détruite lors du bombardement d'Osaka, le 24 juillet 1945. Le métro dessert la gare depuis le 30 septembre 1967.

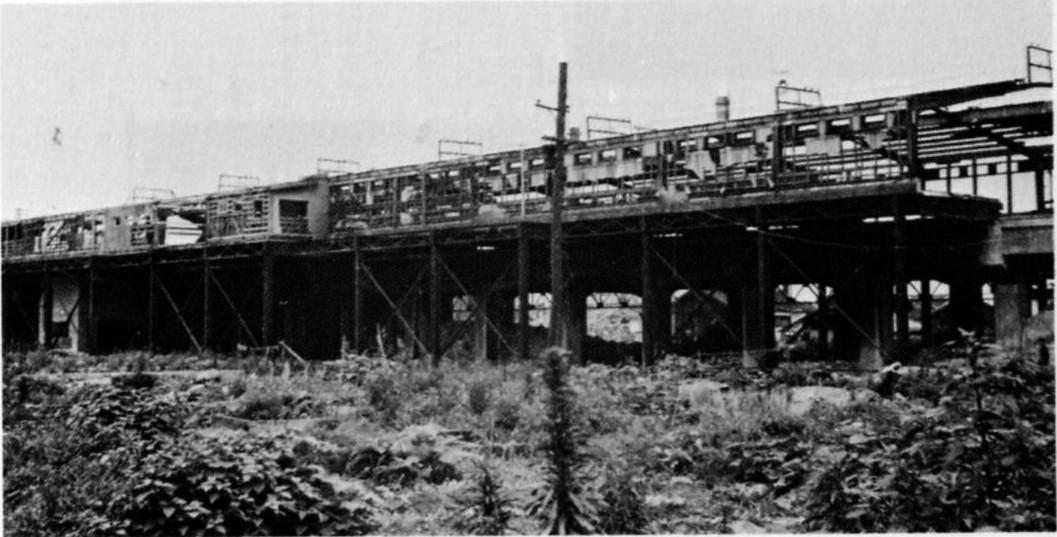
La Gare de Morinomiya après le bombardement d'Osaka

## Service des voyageurs

### Accès et accueil
La gare dispose d'un bâtiment voyageurs, avec guichet, ouvert tous les jours.

### Desserte

#### JR West
- Ligne circulaire d'Osaka :
  - voie 1 : direction Kyōbashi et Osaka
  - voie 2 : direction Tsuruhashi et Tennōji

#### Métro d'Osaka
- Ligne Chūō :
  - voie 1 : terminus intermédiaire

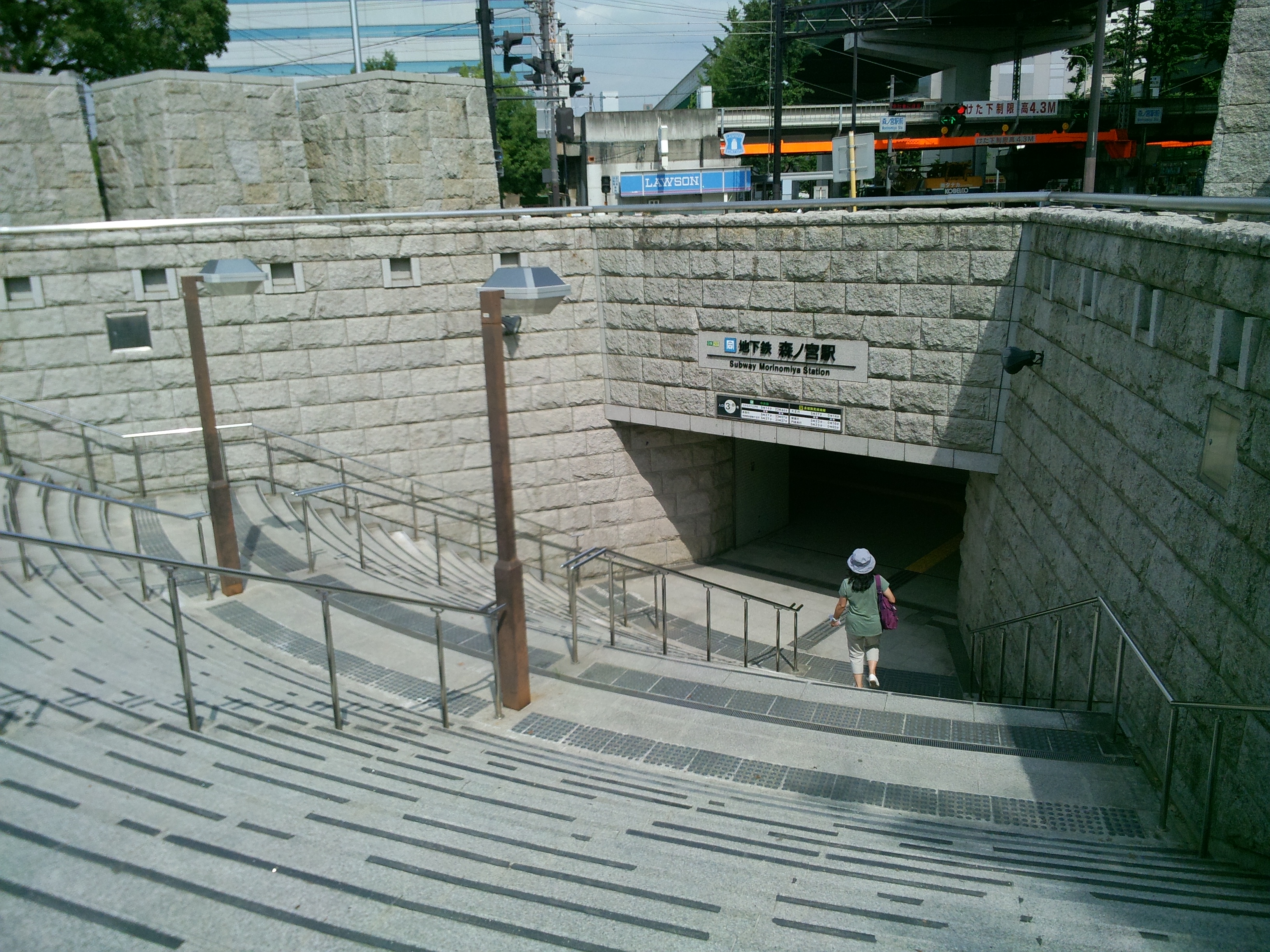
Entrée de la station de métro

  - voie 2 : direction Nagata (interconnexion avec la ligne Kintetsu Keihanna pour Nara-Tomigaoka)
  - voie 3 : direction Yumeshima
- Ligne Nagahori Tsurumi-ryokuchi :
  - voie 1 : direction Kadoma-minami
  - voie 2 : direction Taishō

## Dans les environs
- Château d'Osaka
- Peace Osaka
- Tamatsukuri Inari-jinja